# Territorio no autónomo

Mapa de los territorios que aparecen en el listado de territorios no autónomos de las Naciones Unidas, con sus potencias administradoras.

Un territorio no autónomo es el territorio cuyo pueblo no ha alcanzado aún la plenitud del gobierno propio, que está separado geográficamente del Estado que lo administra, es distinto de este en sus aspectos étnicos y culturales y se encuentra en una situación de subordinación político-administrativa respecto de la potencia administradora. Por mandato de la Organización de las Naciones Unidas, debe ser objeto de un proceso de descolonización.
El Capítulo XI de la Carta de las Naciones Unidas incorpora una "Declaración sobre los territorios no autónomos" que declara que los intereses de los ocupantes de los territorios dependientes son primordiales y requiere que los Estados miembros de las Naciones Unidas controlen los territorios no autónomos para presentar informes anuales de información sobre el desarrollo de esos territorios. Desde 1946, la Asamblea General ha mantenido una lista de territorios no autónomos bajo el control de los Estados miembros. Desde su inicio, docenas de territorios han sido eliminados de la lista, por lo general cuando alcanzaron la independencia o el autogobierno interno, mientras que otros territorios se agregaron a medida que nuevos países administradores se unieron a las Naciones Unidas o la Asamblea General revaluó el estado de ciertos territorios.
En 1945, cuando se fundó la ONU, existían más de 80 territorios no autónomos, en los que vivían 750 millones de personas, lo que representaba una tercera parte de la población mundial. El Comité de Descolonización de la ONU es un organismo creado en 1961 y encargado de controlar e impulsar el proceso de descolonización de los territorios no autónomos bajo administración de potencias coloniales, con el fin de poner fin al colonialismo.

## Miembros actuales
La lista, nombres, aclaraciones y los datos que figuran en el sitio web de las Naciones Unidas, actualizada a 14 de mayo de 2019, es la siguiente:
| Territorio                                | Potencia administradora | Superficie (km²) | Población | Fecha de inclusión en la lista de territorios no autónomos |
| ----------------------------------------- | ----------------------- | ---------------- | --------- | ---------------------------------------------------------- |
| Sáhara Occidental                         | España de iure          | 266 000          | 582 000   | Desde 1963                                                 |
| Anguila                                   | Reino Unido             | 96               | 15 000    | Desde 1946                                                 |
| Bermudas                                  | Reino Unido             | 53.35            | 65 391    | Desde 1946                                                 |
| Islas Vírgenes Británicas                 | Reino Unido             | 153              | 28 200    | Desde 1946                                                 |
| Islas Caimán                              | Reino Unido             | 264              | 63 415    | Desde 1946                                                 |
| Islas Malvinas                            | Reino Unido             | 12 173           | 3200      | Desde 1946                                                 |
| Montserrat                                | Reino Unido             | 103              | 5045      | Desde 1946                                                 |
| Santa Elena, Ascensión y Tristán de Acuña | Reino Unido             | 310              | 5527      | Desde 1946                                                 |
| Islas Turcas y Caicos                     | Reino Unido             | 948.2            | 39 788    | Desde 1946                                                 |
| Islas Vírgenes de los Estados Unidos      | Estados Unidos          | 352              | 104 919   | Desde 1946                                                 |
| Gibraltar                                 | Reino Unido             | 5.8              | 34 003    | Desde 1946                                                 |
| Samoa Americana                           | Estados Unidos          | 200              | 60 300    | Desde 1946                                                 |
| Polinesia Francesa                        | Francia                 | 3600             | 275 918   | 1946-1947 y desde 2013                                     |
| Guam                                      | Estados Unidos          | 540              | 163 875   | Desde 1946                                                 |
| Nueva Caledonia                           | Francia                 | 18 575           | 268 767   | 1946-1947 y desde 1986                                     |
| Islas Pitcairn                            | Reino Unido             | 35.5             | 48        | Desde 1946                                                 |
| Tokelau                                   | Nueva Zelanda           | 12.2             | 1499      | Desde 1946                                                 |

## Miembros antiguos

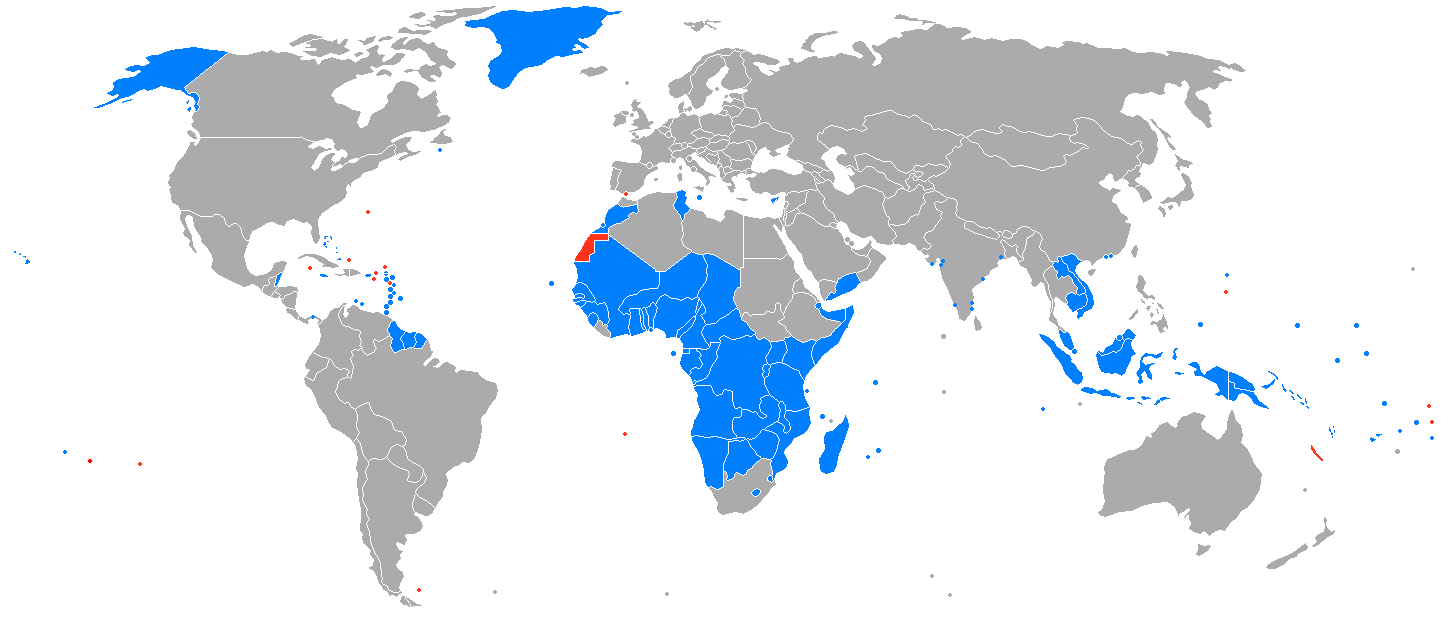
Territorios no autónomos:
Actuales.
Antiguos.

Originalmente mencionados en la Resolución 66 (I) de la Asamblea General de la ONU (adoptada el 14 de diciembre de 1946), los siguientes territorios (ordenados por país administrador) han estado sujetos a fideicomiso de la ONU o figuraban en la lista de territorios no autónomos (La fecha que se indica se refiere al año de retiro de la lista):
- Australia
  -  Islas Cocos (Keeling) (1984)
  - Papúa (1975)
  -  Nauru (1968)
  -  Papúa Nueva Guinea (1975)

- Bélgica
  -  Congo Belga (1960, actual  República Democrática del Congo)
  - Ruanda-Urundi (1962, actuales  Ruanda y  Burundi)

- Dinamarca
  -  Groenlandia (1953)

- España
  -  Guinea Española (1968, actual  Guinea Ecuatorial)
  -  Ifni (1969)

- Estados Unidos
  -  Alaska (1959)
  -  Hawái (1959)
  -  Islas Marshall (1991)
  -  Palaos (1994)
  -  Zona del Canal de Panamá (1947)
  -  Puerto Rico (1952)

- Francia
  - África Ecuatorial Francesa (1960, actuales  Chad,  Congo,  Gabón y  República Centroafricana)
  - Establecimientos franceses en la India (1947)
  - Establecimientos franceses en Oceanía (1946)
  -  Guayana Francesa (1946)
  - Somalia Francesa (1977, actual  Yibuti)
  - África Occidental Francesa (1958-1961,[6] actuales  Benín,  Níger,  Costa de Marfil,  Guinea,  Mauritania,  Senegal,  Mali y  Burkina Faso)
  -  Guadalupe y sus dependencias (1946)
  - Indochina Francesa (1947, actuales  Laos,  Camboya y  Vietnam)
  - Madagascar y sus dependencias (1960 con  Madagascar y 1975 con  Comoras)
  - Marruecos francés (1956)
  -  Martinica (1946)
  -  Nueva Caledonia y sus dependencias (1947; en 1986 la ONU determinó que Nueva Caledonia es un territorio no autónomo)
  -  Polinesia Francesa (1947; en 2013 la ONU determinó que Polinesia Francesa es un territorio no autónomo)
  - Nuevas Hébridas bajo condominio anglofrancés (1979, actual  Vanuatu)
  - Reunión (1947)
  -  San Pedro y Miquelón (1947)
  -  Túnez (1956)
  -  Camerún (1960)
  -  Togo (1960)

- Italia
  - Somalia Italiana (1960, actualmente parte de  Somalia)

- Nueva Zelanda
  -  Islas Cook (1965)
  -  Niue (1974)
  - Samoa Occidental (1962, actual  Samoa)

- Países Bajos
  - Indias Orientales Neerlandesas (1949, actual  Indonesia)
  - Nueva Guinea Neerlandesa (1963, actual Irian Jaya, parte de Indonesia)
  -  Antillas Neerlandesas (1954)
  -  Surinam (1954 y 1975)

- Portugal
  -  Angola (1975)
  -  Cabo Verde (1975)
  - Goa y sus dependencias (1961)
  - Guinea Portuguesa (1974, actual  Guinea-Bisáu)
  -  Macao (1972, actualmente  región administrativa especial de  China)
  -  Mozambique (1975)
  - São João Batista de Ajudá (1961)
  -  Santo Tomé y Príncipe (1975)
  -  Timor Oriental (2002, ocupado por  de 1976-1999))

- Reino Unido
  -  Bahamas (1973)
  -  Barbados (1966)
  - Basutolandia (1966, actual  Lesoto)
  - Borneo septentrional (1963, actualmente parte de  Malasia)
  -  Brunéi (1983)
  -  Chipre (1960)
  - Islas Gilbert y Ellice (1978 con  Tuvalu y 1979 con  Kiribati)
  - Colonia y Protectorado de Adén (1967, conocido posteriormente como  Yemen del Sur y actualmente parte de  Yemen)
  - Costa de Oro (1957, actual  Ghana)
  -  Fiyi (1970)
  -  Gambia (1965)
  - Guayana Británica (1966, actual  Guyana)
  - Honduras Británica (1981, actual  Belice)
  -  Hong Kong (1972,[7] actualmente  región administrativa especial de  China)
  -  Dominica (1978)
  -  Granada (1974)
  -  Santa Lucía (1979)
  -  San Vicente y las Granadinas (1979)
  -  Antigua y Barbuda (1981)
  - San Cristóbal-Nieves-Anguila (separadas de Anguila para formar  San Cristóbal y Nieves, 1983)
  -  Islas Salomón (1978)
  -  Jamaica (1962)
  -  Kenia (1963)
  -  Malta (1974)
  -  Mauricio (1968)
  -  Nigeria (1960)
  - Nyasalandia (1964, actual  Malaui)
  - Bechuanalandia (1966, actual  Botsuana)
  - Rhodesia del Sur (1980, actual  Zimbabue)
  - Rhodesia del Norte (1964, actual  Zambia)
  -  Sarawak (1963, actualmente parte de Malasia)
  -  Seychelles (1976)
  -  Sierra Leona (1961)
  -  Singapur (1963 (como parte de Malasia), 1965)
  - Somalia Británica (1960, actualmente parte de Somalia)
  -  Suazilandia (1968)
  -  Trinidad y Tobago (1962)
  -  Uganda (1962)
  - Unión Malaya (1957, actualmente parte de  Malasia)
  -  Zanzíbar (1963, actualmente parte de  Tanzania)
  - Camerún Británico (1961, actualmente dividido entre Nigeria y Camerún)
  - Togolandia Británica (1957, actualmente parte de  Ghana)
  -  Tanganica (1962, actualmente parte de  Tanzania)

- Sudáfrica
  - África Sudoccidental (mandato concluido por la Asamblea General en 1966, independiente en 1990 como  Namibia)